# سالي بوتر
سالي بوتر (بالإنجليزية: Sally Potter) (و. 1949  م) هي مخرجة أفلام، وكاتبة سيناريو، ومنتجة أفلام، ومؤلفة موسيقى تصويرية بريطانية، ولدت في لندن.

## جوائز
حصلت على جوائز منها:
- نيشان الامبراطورية البريطانية من رتبة ضابط (2012).

## وصلات خارجية
- سالي بوتر على موقع IMDb (الإنجليزية)
- سالي بوتر على موقع روتن توميتوز (الإنجليزية)
- سالي بوتر على موقع مونزينجر (الألمانية)
- سالي بوتر على موقع قاعدة بيانات الأفلام العربية
- سالي بوتر على موقع ألو سيني (الفرنسية)
- سالي بوتر على موقع ميوزك برينز (الإنجليزية)
- سالي بوتر على موقع أول موفي (الإنجليزية)
- سالي بوتر على موقع قاعدة بيانات الأفلام السويدية (السويدية)
- سالي بوتر على موقع ديسكوغز (الإنجليزية)
- سالي بوتر على موقع قاعدة بيانات الفيلم (الإنجليزية)